# 柳影虹
柳影虹（英語：Kathrine Lau；1955年7月16日—），原名胡蔻琴，人稱柳姐，香港女歌手及演員，出道初期曾改藝名「柳影紅」，80年代改回「柳影虹」並沿用至今。1977年參加麗的電視藝員訓練班而入行，1986年加入無綫電視，1995年退出娛樂圈。2006年，柳影虹重返亞洲電視拍攝《大城小故事》。2014年復出拍摄大陸劇《大汉贤后卫子夫》。此外，她曾發表多張個人專輯，代表作包括有電視劇《天蠶變》插曲《换到千般恨》，以及電視劇《少女慈禧》同名主题曲。

## 背景

### 早年生活
柳影虹是土生土長的香港人；她的父母是上海人，父親是一名紗廠織布機維修員，母親亦任職紗廠。她於香港出生，畢業於九龍塘學校（小學部）以及九龍塘學校（中學部）（由小一讀至中五），與狄娜的妹妹和于素秋的子女為同學。在校時是班長，讀書成績不錯但沒有讀大學。由於被姚蘇蓉的歌聲吸引而立志成為歌手，更儲錢到彌敦道香港歌劇院觀看姚的演唱會。柳影虹因父母想她學習技藝而獲得機會進修歌藝，曾跟歌手關菊英向同一個歌唱老師學習，因而認識了關氏和黎小田。
直至15歲，柳影虹由歌唱老師填寫報名表格參加無綫電視舉辦的聲寶之夜（當時已以「柳影虹」一藝名亮相），憑「你可知道我愛誰」一曲贏得冠軍。未幾獲中環金寶夜總會老闆賞識而於該處演出，後來在昔日位於銅鑼灣百德新街的珠城酒樓夜總會當職業歌手。1977年考入麗的電視第2期藝員訓練班（鍾景輝跳槽麗的電視後籌辦的第一屆訓練班），同學計有洪國華、萬梓良、林國雄、林司聰、劉香萍、倫志文、馬敏兒、鍾偉強等人。出道不久因演唱《天蠶變》插曲「換到千般恨」而走紅，成為其代表作。同期得到電視台厚待，把電視劇的戲份拍攝排到較後位置，以遷就她到不同的歌舞場所演出。其首部參演的劇集為《三少爺的劍》。
1985年基於成家立室的需要，柳影虹追求穩定的生活，減少於歌廳登台，並轉而於1985年加入無綫電視，為歌手合約藝員。她在無綫參演的首部劇集是《生命之旅》。1994年為照顧患上癌症的父親而與無綫電視提前解約，淡出娛樂圈，且花更多時間休息和陪伴母親，前後約13年。及至2006年監製楊紹鴻開拍《大城小故事》，柳影虹認為拍攝時間固定，不用熬夜，因此應邀復出接拍該劇。不久，唱片公司邀請她舉行個人演唱會。至今仍會於演唱會演出，間中參演影視作品。

## 個人生活
柳影虹有兩段婚姻。她於1987年與圈外男友分手，結束10年感情。在女兒12歲時，即1987年認識第二任丈夫、前香港警務處高級助理處長周富祥，二人於1989年結為夫妻。
另外，柳影虹的契女為已故藝人黎淑賢。

## 個人非精選專輯
| 年份 | 名稱                        | 唱片公司 |
| ---- | --------------------------- | -------- |
| 1980 | 100分 請將愛留下 一夕到天曉 | 大華     |
| 1981 | 少年黃飛鴻                  | 永恆     |
| 1982 | 期待                        | 永恆     |
| 1984 | 少女慈禧                    | 寶麗多   |
| 1985 | 柳影虹                      | 寶麗多   |

## 演出作品
*以下列表只記錄柳影虹演出過的劇集作品，若有遺漏，請協助補充相關資料。

### 電視劇
| 首播   | 劇名                 | 角色               |
| 1977年 | 三少爷的剑           | 慕容秋荻           |
| 1977年 | AKJ                  |                    |
| 1979年 | 天蠶變               | 雨                 |
| 1980年 | 大内群英             | 柳菁菁             |
| 1980年 | 浮生六劫             | 沈曼芳             |
| 1980年 | 人在江湖             | 陳紅媚             |
| 1981年 | 浴血太平山           | 孫月娥             |
| 1981年 | 少年黄飞鸿           | 三姑               |
| 1982年 | 烽火情仇             |                    |
| 1986年 | 静待黎明             |                    |
| 1986年 | 黄金十年             |                    |
| 1987年 | 巨星單元劇場黎明篇   | 梅英               |
| 1987年 | 生命之旅             | 蔣文冰             |
| 1987年 | 大明群英             | 孫嬋               |
| 1987年 | 豪情                 | 阿鳳               |
| 1987年 | 新紮師兄1988         | 桐生               |
| 1988年 | 大茶园               | 水玲瓏             |
| 1989年 | 决战皇城             | 王氏               |
| 1989年 | 霓虹姐妹花           |                    |
| 1989年 | 人海虎鲨             | 苏美倩             |
| 1989年 | 天涯歌女             | 葉艷鳳             |
| 1990年 | 孖仔孖心肝           | 苏惠珍             |
| 1990年 | 剑魔独孤求败         | 花小翠             |
| 1991年 | 出位江湖             | 莫盈               |
| 1992年 | 92钟无艳             | 余麗珍             |
| 1993年 | 射雕英雄传之南帝北丐 | 展玉兰             |
| 1993年 | 金牙大状             | 慈禧               |
| 1994年 | 一夫三妻             |                    |
| 1994年 | 笑看風雲             | 施美玉             |
| 1994年 | 天子屠龙             | 苏麻喇姑           |
| 1996年 | 真情                 | 吳巧兒（阿貴之母） |
| 2006年 | 大城小故事           | 苏小媚             |
| 2008年 | 火蝴蝶               | 蓝楚云             |
| 2014年 | 大汉贤后卫子夫       | 馆陶公主           |

### 綜藝節目（無綫電視）
| 年份   | 節目名稱     | 出场                                                                    |
| 2015年 | Sunday靚聲王 | 第13集演唱《少女慈禧》《換到千般恨》《情花开》                          |
| 2017年 | 流行經典50年 | 第12集演唱《少女慈禧》《紅燭淚》 第15集演唱《換到千般恨》《少年黃飛鴻》 |
| 2019年 | 流行經典50年 | 第43集演唱《一夕到天曉》《願你走快步》《等》                            |

### 電影
| 年份   | 片名           | 角色     | 備註         |
| 1977年 | 藝壇照妖鏡     |          |              |
| 1980年 | 阿Sir劈砲      |          |              |
| 1981年 | 截拳大蕩寇     |          |              |
| 1981年 | 線人           |          |              |
| 1985年 | 鱷降           |          |              |
| 1987年 | 神奇兩女俠     |          |              |
| 1988年 | 龍虎智多星     |          |              |
| 1989年 | 霓虹姊妹花     | Betty    | 無綫電視電影 |
| 1989年 | 富貴再三逼人   | 紅姐     |              |
| 1990年 | 霓虹姊妹花續集 | Betty    | 無綫電視電影 |
| 1991年 | 難得有情郎     | 燕姐     |              |
| 1993年 | 色慾追魂       |          |              |
| 1995年 | 烈火戰車       | 阿祖後母 |              |
| 1997年 | 衝上九重天     |          |              |